# 天理市
天理市（日语：／ Tenri shi */?）為位於日本奈良市東南部的城市。以宗教都市聞名，其市名源自於天理教，是日本唯一以宗教團體名稱命名的城市。由於天理教的本部設於天理市內，因此市區中有大量天理教相關的設施。市區外的地區以農業為主，特產為草莓。
東半部位於大和高原，西半部位於奈良盆地內，主要市區也位於此區域。

## 人口
| 天理市人口分布圖 |                                               |  |
| 天理市與日本全國年齡別人口分布比較圖 （2005年資料） | 天理市的年齡、男女別人口分布圖 （2005年資料） |  |
| ■紫色是天理市 ■綠色是全国 | ■藍色是男性 ■紅色是女性                       |  |
| 天理市人口變化 \| 1970年 \| 57,020人 \| \| \| 1975年 \| 62,909人 \| \| \| 1980年 \| 64,894人 \| \| \| 1985年 \| 69,129人 \| \| \| 1990年 \| 68,815人 \| \| \| 1995年 \| 74,188人 \| \| \| 2000年 \| 72,741人 \| \| \| 2005年 \| 71,152人 \| \| \| 2010年 \| 69,178人 \| \| \| 2015年 \| 67,398人 \| \| \| 2020年 \| 63,889人 \| \| |                                               |  |
| 資料來源：日本總務省統計中心提供之人口普查數據 |                                               |  |
| 1970年 | 57,020人                                      |  |
| 1975年 | 62,909人                                      |  |
| 1980年 | 64,894人                                      |  |
| 1985年 | 69,129人                                      |  |
| 1990年 | 68,815人                                      |  |
| 1995年 | 74,188人                                      |  |
| 2000年 | 72,741人                                      |  |
| 2005年 | 71,152人                                      |  |
| 2010年 | 69,178人                                      |  |
| 2015年 | 67,398人                                      |  |
| 2020年 | 63,889人                                      |  |

## 歷史
過去在令制國時代，現在的天理市屬於大和國，大部分區域屬於山邊郡，南部部分區域屬於式上郡和式下郡，北部另有小部分區域屬於添上郡。
到了江戶時代，這些區域被分割屬於眾多藩的領地，包括幕府直屬領、旗本、津藩、久居藩、芝村藩、柳生藩、柳本藩都在此有領地。其中柳本藩的藩廳柳本陣屋位於現在天理市的南部區域。
江戶時代末期，1838年在位於現在天理市區內的庄屋敷村，一位農婦中山美伎自稱被大神「天理王命」（てんりおのみこと） 附身，發展出天理教，此後此地的信徒開始逐漸增加，庄屋敷村後來也成為天理教的本部所在地。
在1889年日本實施町村制時，庄屋敷村被併入山邊村，同時現在的天理市轄區還包括周邊的二階堂村、朝和村、福住村、櫟本村、柳本村、川東村共7個行政區劃。
1954年丹波市町、朝和村、福住村、二階堂村、櫟本町、柳本町決定合併，由於當時在主要市區丹波市町內天理教已經非常普及，並且擁有大量天理教相關的機關設施，在全國天理教信徒中，此地已經具有相當的知名度，為了凸顯此地的宗教特色，最終決定以「天理市」作為合併後的新名稱。
而位於南部的川東村在1956年併入田原本町，1958年原屬川東村的大字檜垣、遠田、海知、武藏地區被改劃入天理市，形成現在整個天理市的範圍。
以特定教團的名稱作為市名，在1976年曾一度遭到提告認為違反日本憲法第二十條關於宗教自由的內容；但最終奈良地方裁判所認為此名稱並未違反地方自治相關法令，駁回此案。
過去在日本，除了天理市外，在岡山縣也曾經有個金光町在1923年因轄內的金光教一樣的以宗教團體作為行政區劃名稱；不過2006年金光町與周邊行政區劃合併為淺口市後，天理市成為全日本唯一以宗教團體名稱命名的行政區劃。

### 變遷表
| 1889年4月1日 | 1889年 - 1912年                    | 1912年 - 1944年                    | 1945年 - 1954年           | 1955年 - 1989年           | 1989年 - 現在             | 現在                      |
| ------------ | ---------------------------------- | ---------------------------------- | ------------------------- | ------------------------- | ------------------------- | ------------------------- |
| 柳本村       | 柳本村                             | 1923年1月1日 改制為柳本町          | 1954年1月1日 合併為天理市 | 1954年1月1日 合併為天理市 | 1954年1月1日 合併為天理市 | 1954年1月1日 合併為天理市 |
| 櫟本村       | 1894年9月7日 改制為櫟本町          | 1894年9月7日 改制為櫟本町          | 1954年1月1日 合併為天理市 | 1954年1月1日 合併為天理市 | 1954年1月1日 合併為天理市 | 1954年1月1日 合併為天理市 |
| 山邊村       | 1893年9月26日 改制並更名為丹波市町 | 1893年9月26日 改制並更名為丹波市町 | 1954年1月1日 合併為天理市 | 1954年1月1日 合併為天理市 | 1954年1月1日 合併為天理市 | 1954年1月1日 合併為天理市 |
| 二階堂村     |                                    |                                    | 1954年1月1日 合併為天理市 | 1954年1月1日 合併為天理市 | 1954年1月1日 合併為天理市 | 1954年1月1日 合併為天理市 |
| 朝和村       |                                    |                                    | 1954年1月1日 合併為天理市 | 1954年1月1日 合併為天理市 | 1954年1月1日 合併為天理市 | 1954年1月1日 合併為天理市 |
| 福住村       |                                    |                                    | 1954年1月1日 合併為天理市 | 1954年1月1日 合併為天理市 | 1954年1月1日 合併為天理市 | 1954年1月1日 合併為天理市 |

## 行政
天理市在眾議院議員選舉的選舉區為「奈良縣第2區」，奈良縣議會議員選舉的選舉區委「天理市選舉區」（名額2人）。

### 歴任市長
| 任 | 姓名       | 上任日期       | 卸任日期       | 備註           |
| -- | ---------- | -------------- | -------------- | -------------- |
| 1  | 中島賢藏   | 1954年5月      |                |                |
| 2  | 北澤善之   | 1957年6月      |                |                |
| 3  | 堀內俊夫   | 1966年5月      |                |                |
| 4  | 尾崎喜代房 | 1976年9月      | 1988年8月      |                |
| 5  | 前川堯     | 1988年8月      |                |                |
| 6  | 市原文雄   | 1992年5月      |                |                |
| 7  | 南佳策     | 2001年10月28日 | 2013年10月17日 |                |
| 8  | 並河健     | 2013年10月18日 | 現任           | 現為第二任任期 |

## 交通
西日本旅客鐵道櫻井線以南北方向貫穿天理市西部的市區中，天理車站為市區內的主要車站，在天理車站同時還有近畿日本鐵道天理線，可往西進入大和郡山市，再接入近畿日本鐵道的鐵路網。
名阪國道和西名阪自動車道以東西向穿過轄內北部和東部山區，兩條公路在天理交流道交會，往東可通往三重縣，往西可接入大阪市區周邊的公路網。
縱貫奈良縣的京奈和自動車道則在市區西側與大和郡山市的交界處通過，在市界處設有郡山南交流道和三宅交流道。

### 鐵道
- 西日本旅客鐵道
  - 櫻井線（萬葉Mahoroba線）：（奈良市） - 櫟本站 - 天理站  - 長柄站 - 柳本站 - （櫻井市→）
- 近畿日本鐵道
  - 天理線：（大和郡山市） - 二階堂站 - 前栽站 - 天理站

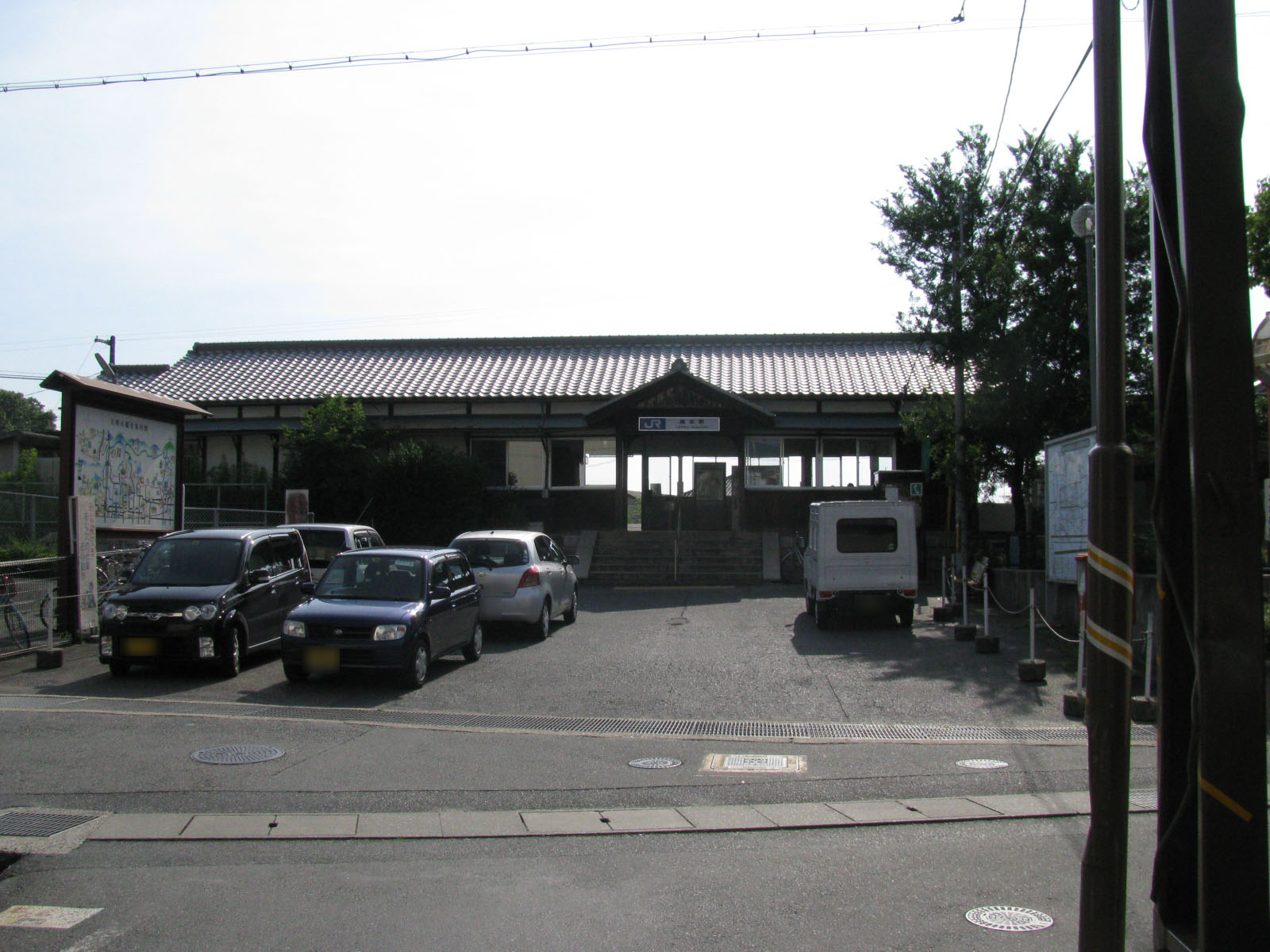
櫟本站
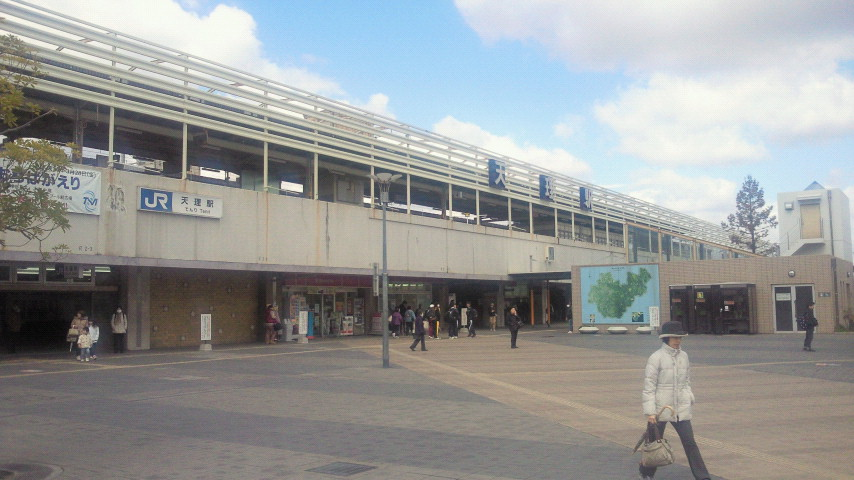
天理站
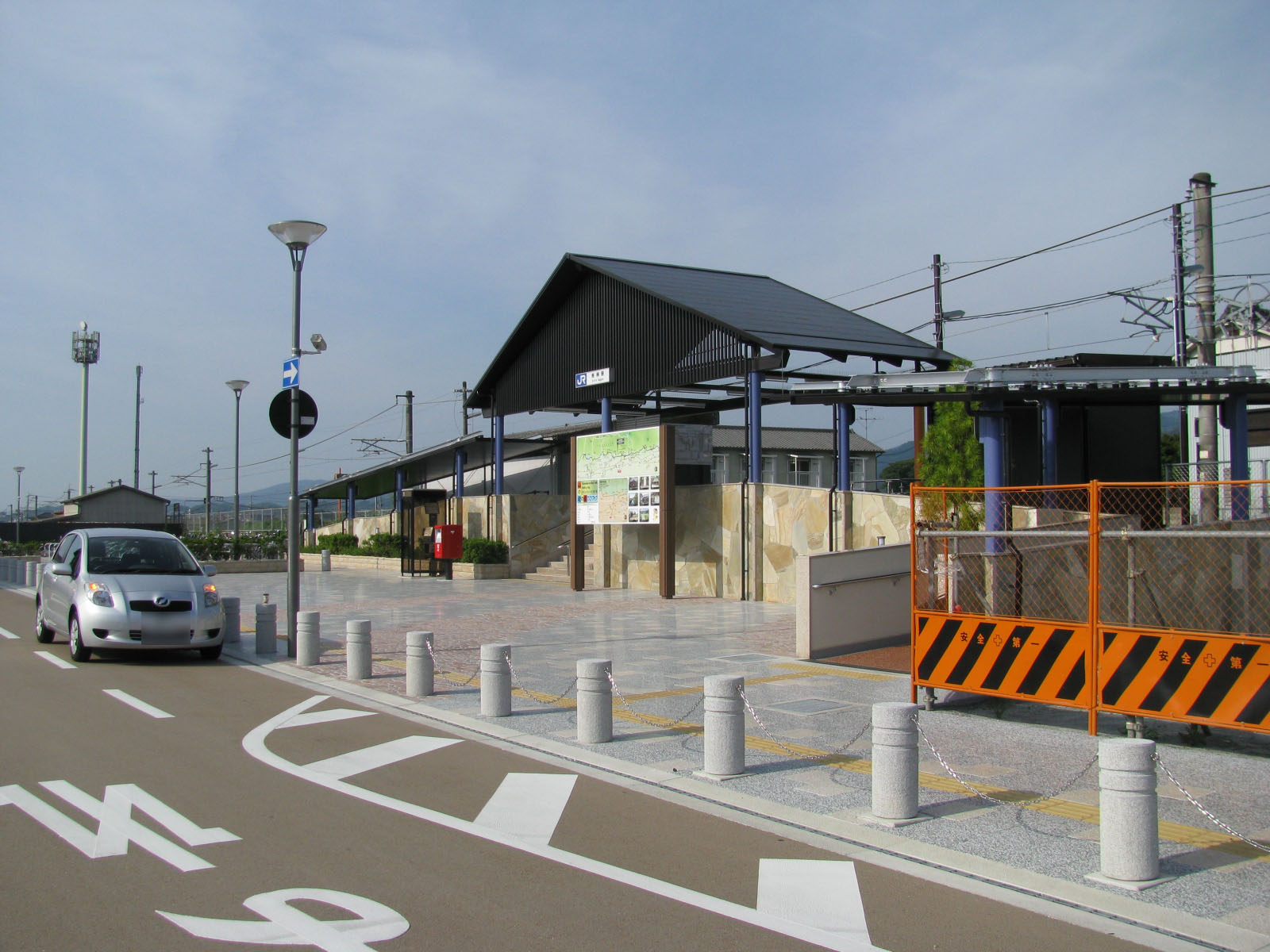
長柄站
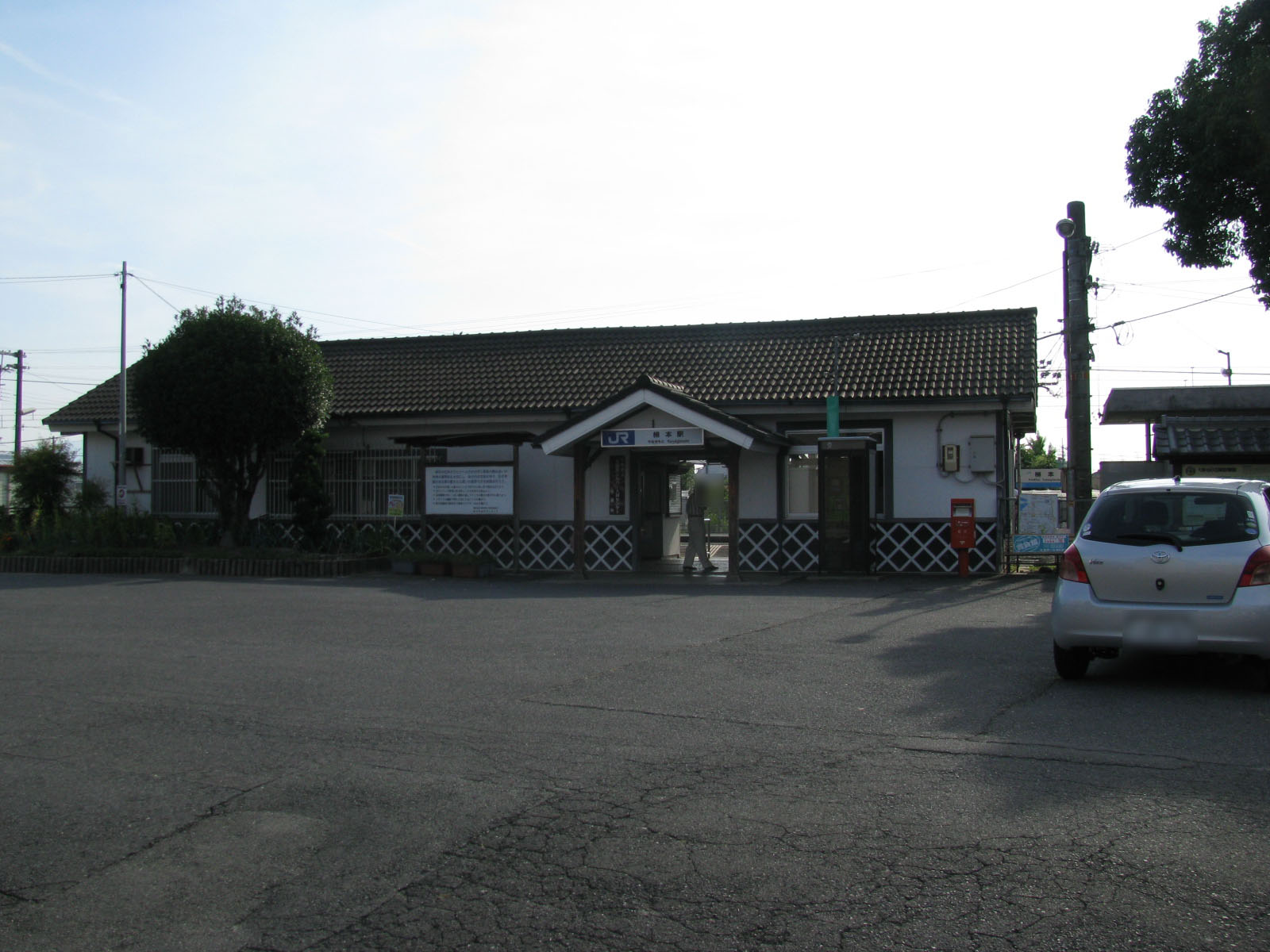
柳本站
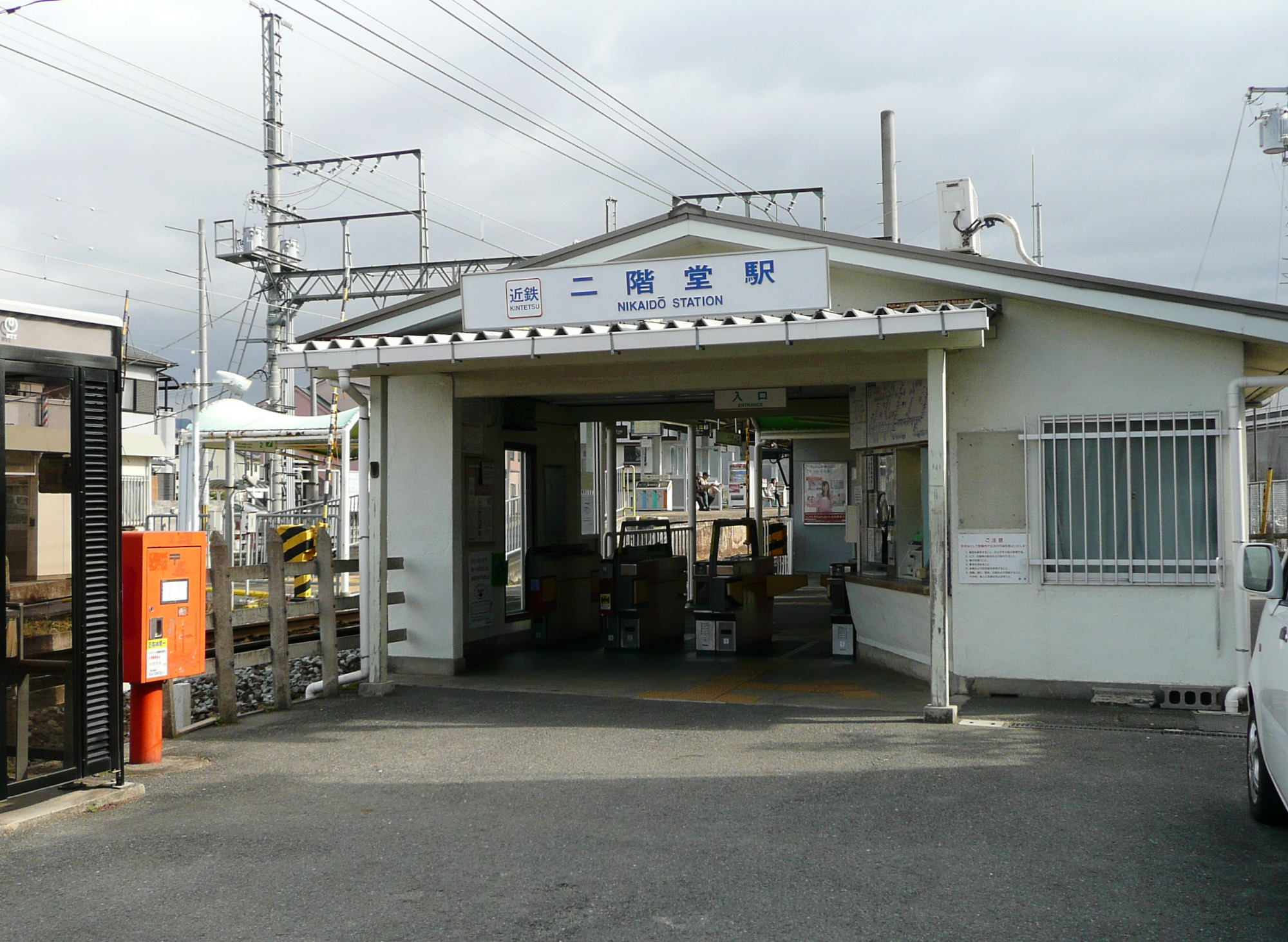
二階堂站

### 道路
高速道路
- 西名阪自動車道：（大和郡山市） - 天理交流道（日语：天理インターチェンジ） - （名阪國道）

一般國道
- 名阪国道：（奈良市） - 福住交流道 - （奈良市） - 天理東交流道 - 天理交流道 - （西名阪自動車道）
- 京奈和自動車道：（大和郡山市） - 郡山南交流道（日语：郡山南インターチェンジ (奈良県)） - （川西町） - 三宅交流道 - （川西町）

## 觀光資源

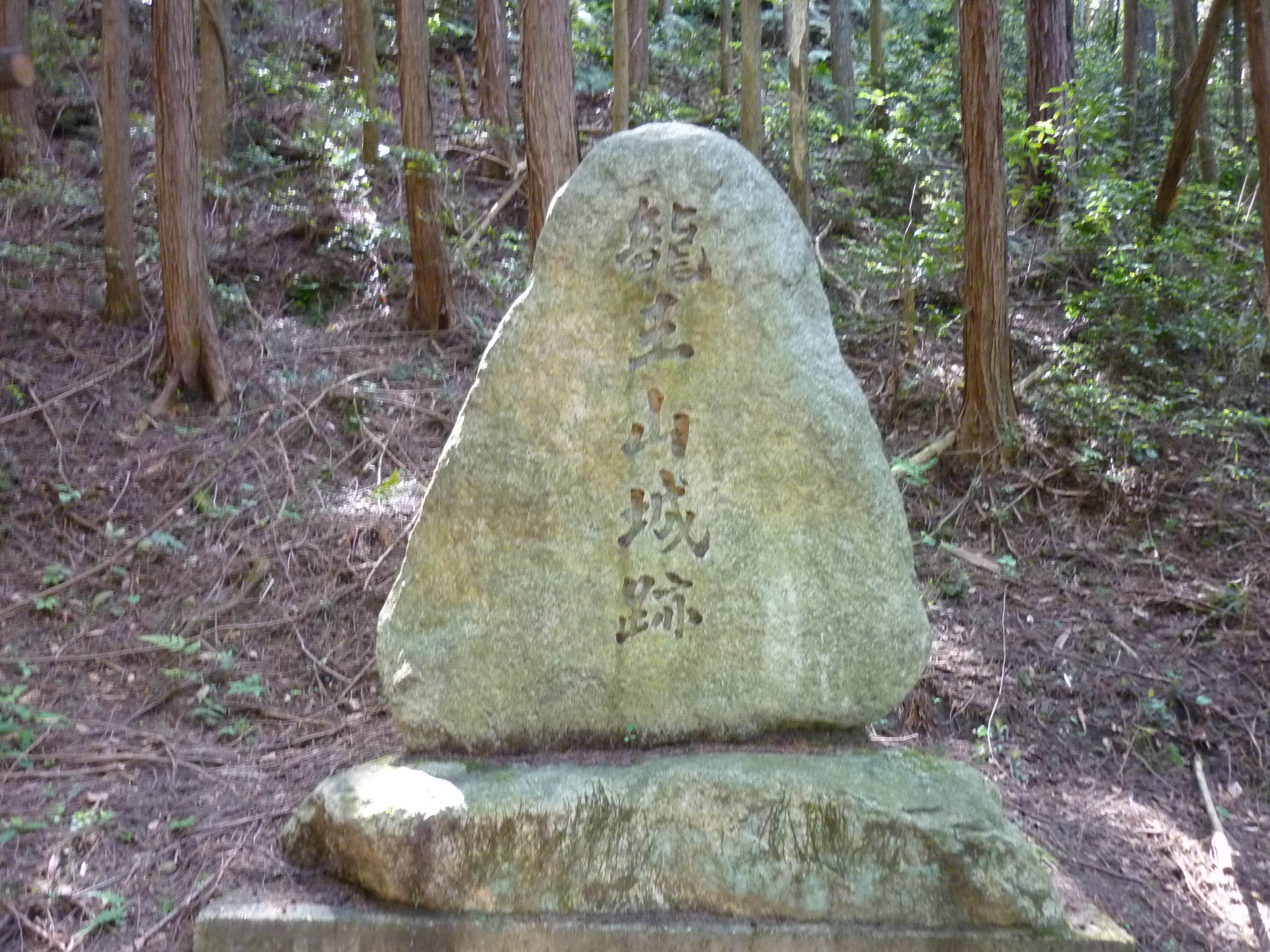
龍王山城的石碑

天理市內的文化財產、史跡包括：日本最古老的古道山邊之道、崇神天皇陵、景行天皇陵、手白香皇女衾田陵、櫛山古墳、黑塚古墳（天理市立黑塚古墳展示館）、西山塚古墳、石上神宮、大和神社、夜都岐神社、長岳寺、内山永久寺、龍王山城、福住中定城等。

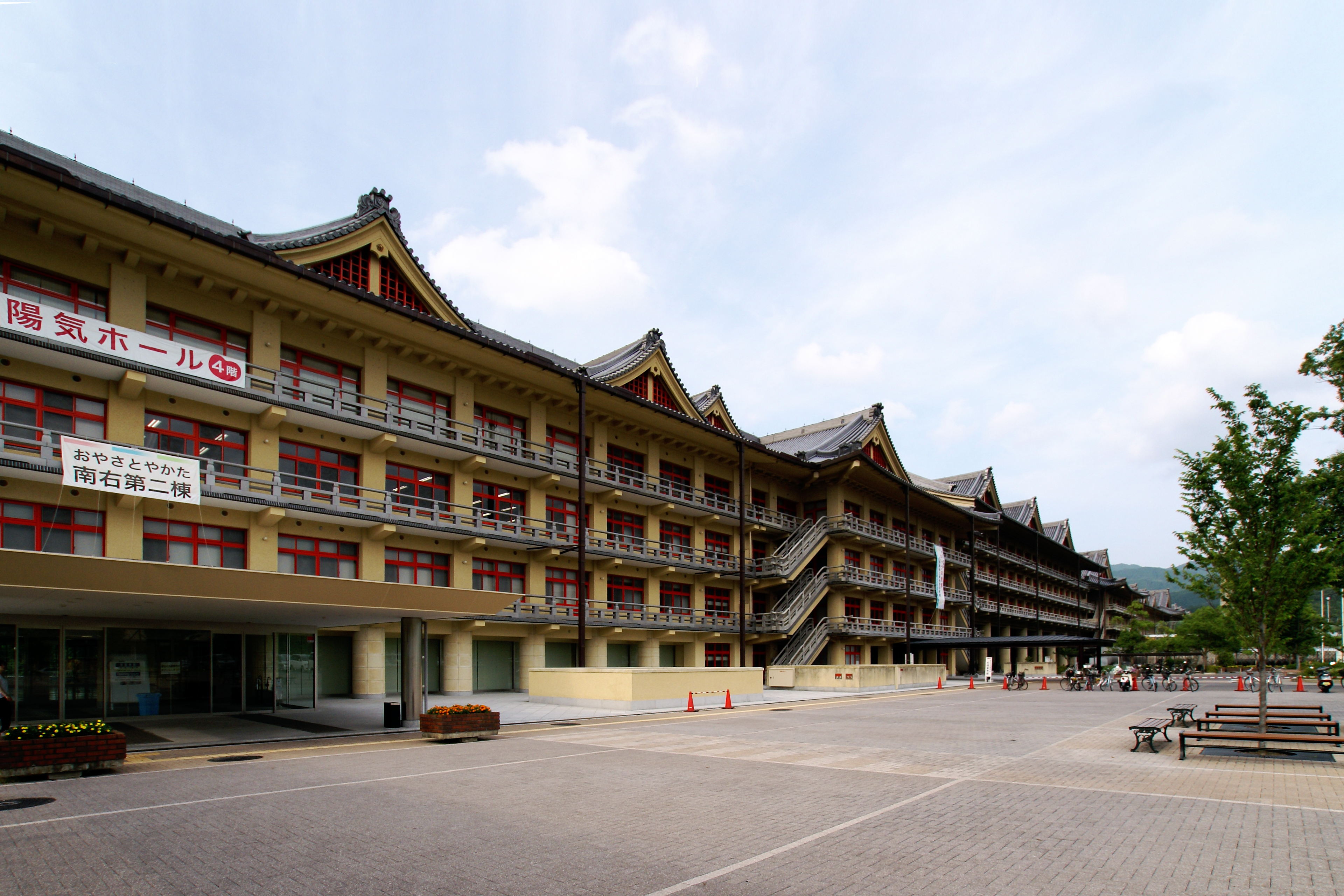
市街地內林立的天理教建築（天理参考館）

不過在天理市內最著名的還是天理教的相關機關設施，包括收藏許多国宝、重要文化財的天理大學附屬天理圖書館和天理大學附屬天理參考館。

## 教育
天理市內的高等教育學校包括天理大學和天理醫療大學，兩所大學和本地的天理教皆有關係，天理大學是由「學校法人天理大學」所經營，該學校法人即為天理教直接經營，以天理教的信仰為基礎所設立的教育機關，同時還設有自幼稚園到大學所有年齡層的學校，包括：天理高等學校、天理中學校、天理小學校、天理幼稚園。天理醫療大學則是由天理教出資的天理よろづ相談所醫院所成立。
此外，天理教校學園高等學校也是直接由培養天理教教師的天理教校所設立。

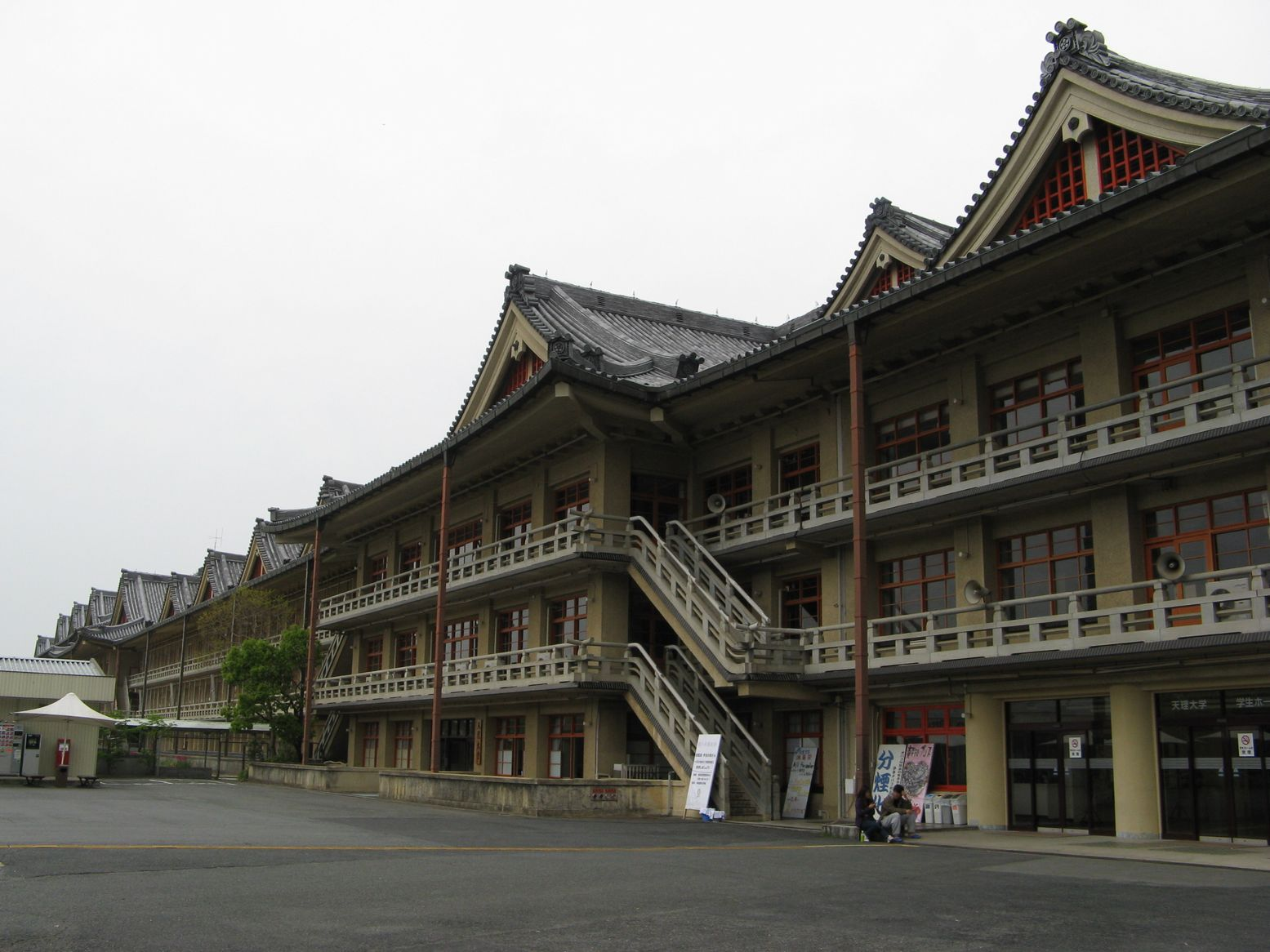
天理大學杣之內校區之校舍
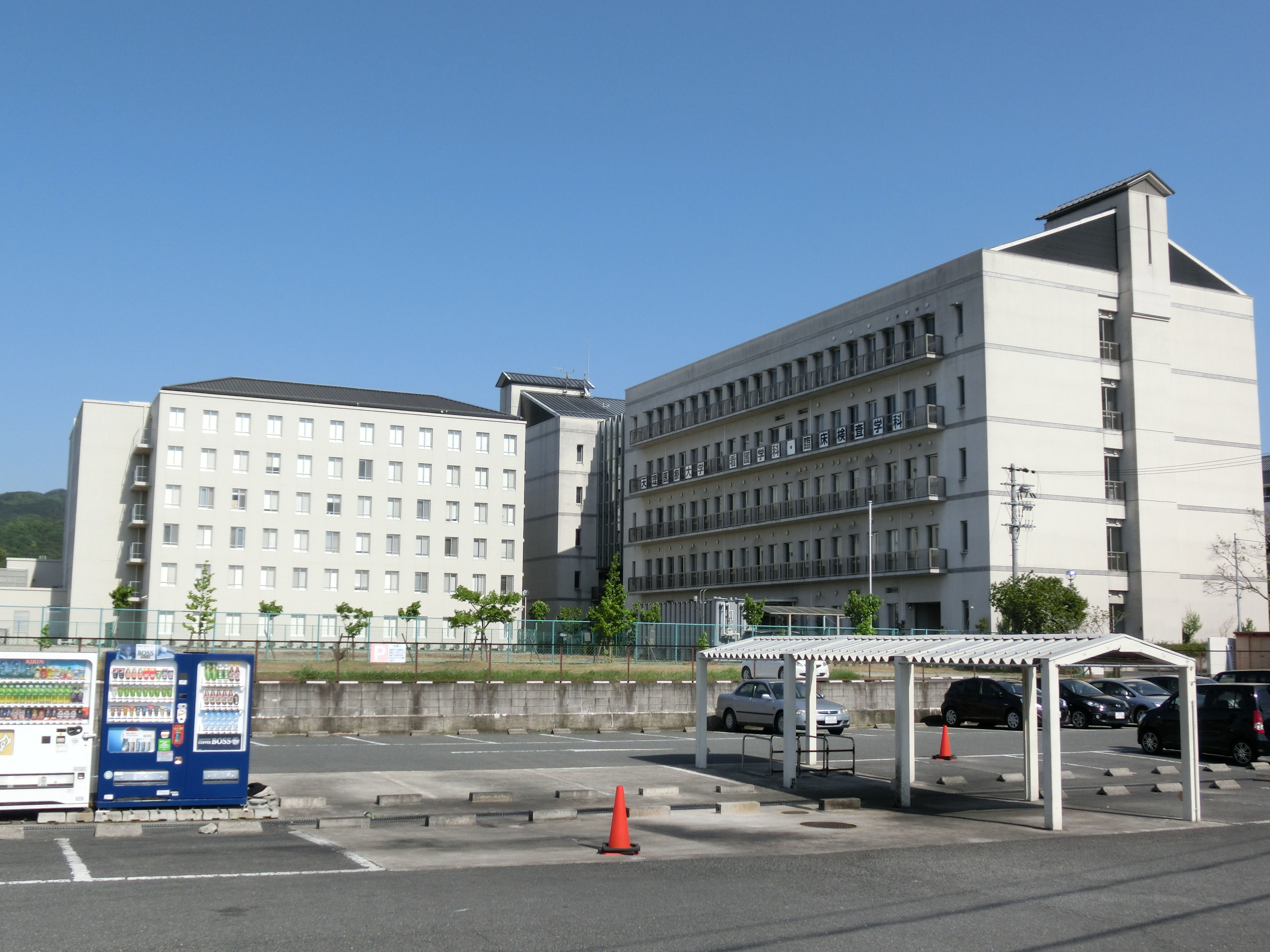
天理醫療大學
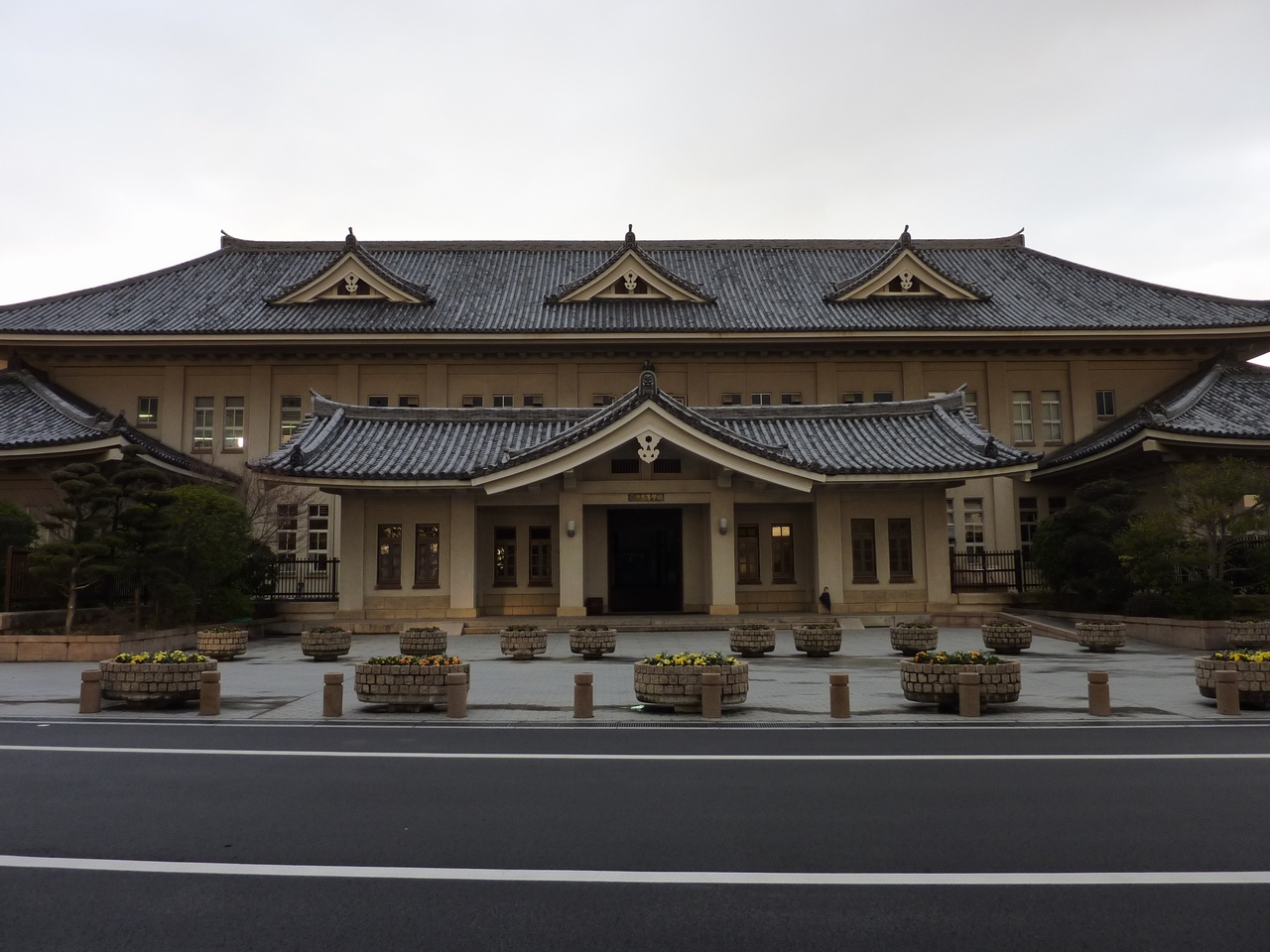
天理高等學校校舍
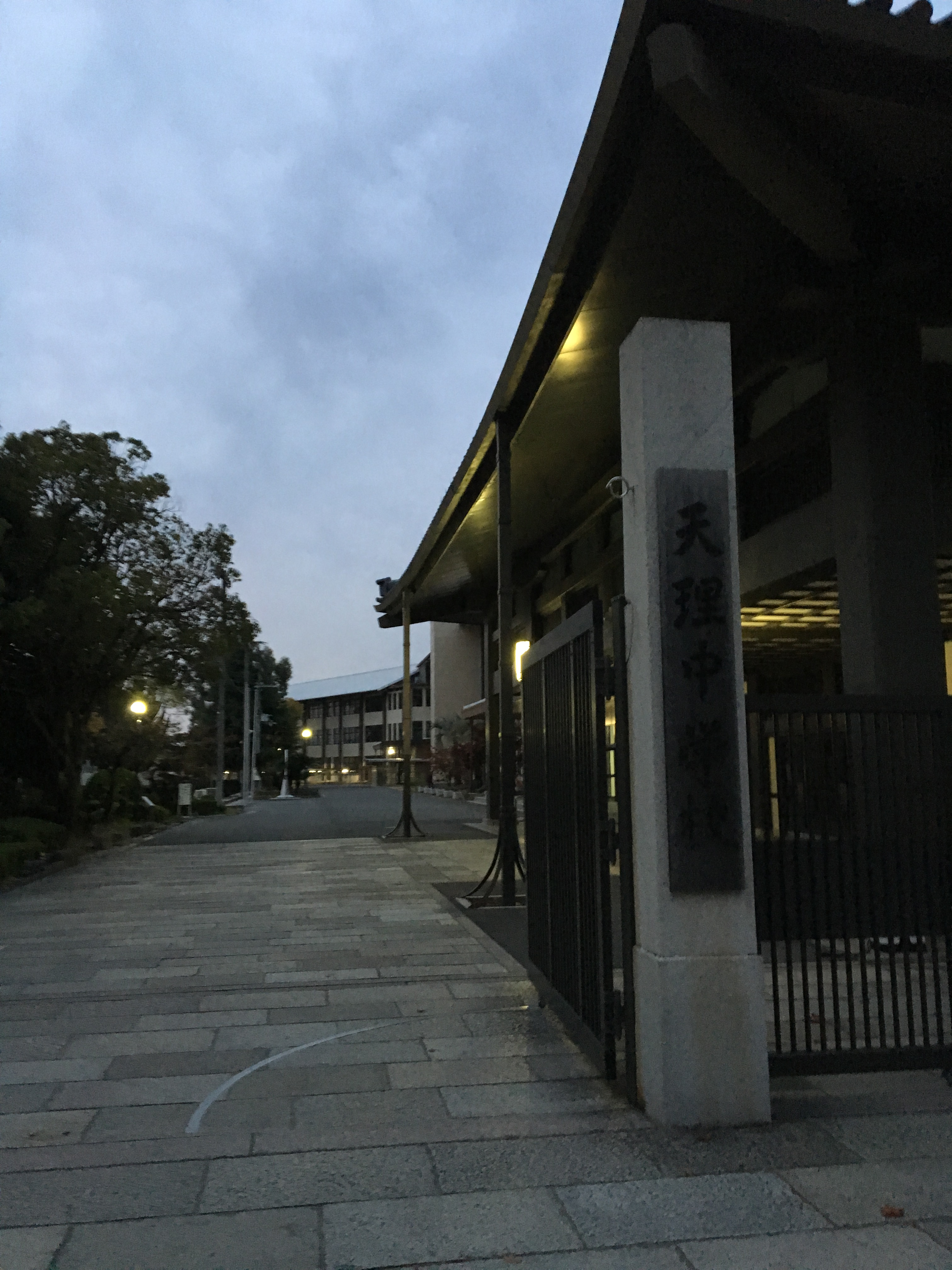
天理中學校

## 姊妹、友好城市

### 海外
- 拉塞雷纳（智利科金博大区）
- 巴烏魯（巴西圣保罗州）
- 瑞山市（韓國忠清南道）

## 外部連結
- （日語） e～やん天理的Facebook專頁
- OpenStreetMap上有關天理市的地理